# حسن‌علی دفتری
حسن‌علی دفتری (زادهٔ ۱۲۸۹ – درگذشتهٔ ۳۰ دی ۱۳۶۵) موسیقی‌دان و نوازندهٔ سه‌تار، اهل ایران بود.

## زندگی
حسن‌علی دفتری در سال ۱۲۸۹ در تهران متولد شد. پدرش «نورالله دفتری» از علاقه‌مندان موسیقی ایرانی بود و به منظور آشنایی فرزندانش با موسیقی ایرانی، نوازنده‌ای با نام «شاه جانی» را برای آموزش موسیقی به آنان برگزید. شاه جانی که ساز تار را بسیار خوب می‌نواخت، آموزش فرزندان نورالله دفتری را آغاز کرد. در آن زمان حسن‌علی کودک خردسالی بود که در گوشهٔ کلاس موسیقی می‌نشست و با علاقه گوش می‌کرد و ایرادهای خواهران بزرگ‌تر خود را تذکر می‌داد و با دهان، آهنگ درست قطعه‌ها را می‌نواخت. اما اصرار او به آموختن ساز از سوی پدر با مخالفت روبرو شد و به همین دلیل، حسن‌علی را در سن ۸ سالگی برای ادامهٔ تحصیل به اروپا فرستاد. او پس از چند سال به ایران بازگشت. در این هنگام، پدر که همچنان علاقهٔ فرزندش به موسیقی را شاهد بود، یک ساز ویلن مرغوب به او هدیه داد. حسن‌علی دفتری ۱۲ سال با این ساز تمرین کرد. او ابتدا نزد «باقرخان اسماعیل‌زاده» و پس از آن نزد رکن‌الدین مختاری در تهران و کرمانشاه، به تکمیل آموخته‌های موسیقی خود پرداخت. وی پس از ورود به دانشکدهٔ افسری، ابتدا نزد «یغما» و پس از آن نزد حسین هنگ‌آفرین فراگیری موسیقی را ادامه داد. در این هنگام به مدت ۵ سال نزد ابوالحسن صبا آموخته‌های خویش را تکمیل کرد. او مدتی با یک مأموریت کاری، به کردستان و کرمانشاه سفر کرد و در این سفر ساز ویلن او به سرقت رفت. وی پس از این اتفاق تصمیم به ترک نواختن ویلن گرفت و نواختن سه‌تار را آغاز کرد.
او در سال ۱۳۴۵ از فعالت‌های دولتی فراغت پیدا کرد و همکاری خود را با رادیو تلویزیون ملی ایران آغاز کرد. از وی تکنوازیهای متعددی در رادیو تلویزیون، از جمله در برنامهٔ تکنوازان و برنامهٔ گلها ضبط شده‌است.

### درگذشت
حسن‌علی دفتری، ۳۰ دی ۱۳۶۵ به دلیل سکتهٔ مغزی درگذشت. پیکر او در امام‌زاده طاهر کرج به خاک سپرده شد.

## آثار هنری
از جمله آثاری که از حسن‌علی دفتری اجرا و به ضبط رسیده‌است، به موارد زیر می‌توان اشاره کرد:
| آلبوم‌ها           | آلبوم‌ها | آلبوم‌ها     | آلبوم‌ها                                                                           | آلبوم‌ها |
| نام آلبوم         | سبک     | دستگاه      | توضیح                                                                             | منبع    |
| ----------------- | ------- | ----------- | --------------------------------------------------------------------------------- | ------- |
| صدسال سه‌تار۲      | تکنوازی | سه‌گاه       | این آلبوم شامل شانزده قطعه از نوازندگان معاصر است                                 | [ ۹ ]   |
| برنامه‌های رادیویی |         |             |                                                                                   |         |
| نام برنامه        | شماره   | دستگاه      | هم‌نوازان                                                                          | منبع    |
| برنامه تکنوازان   | ۱۴۳     | ابوعطا      | علی‌اصغر بهاری، جهانگیر ملک                                                        | [ ۱۰ ]  |
| برنامه تکنوازان   | ۱۸۷     | شوشتری      | علی اصغر بهاری، جهانگیر ملک، منصور نریمان، مجید نجاحی، محمد موسوی                 | [ ۱۱ ]  |
| برنامه تکنوازان   | ۱۹۹     | دشتی        | علی‌اصغر بهاری، جهانگیر ملک، منصور نریمان                                          | [ ۱۲ ]  |
| برنامه تکنوازان   | ۲۰۱     | سه‌گاه       | علی‌اصغر بهاری، جهانگیر ملک، منصور نریمان                                          | [ ۱۳ ]  |
| برنامه تکنوازان   | ۲۰۹     | شور         | با آهنگسازی: علی اکبر شهنازی و هم‌نوازی: منصور نریمان، علی اصغر بهاری، جهانگیر ملک | [ ۱۴ ]  |
| برنامه تکنوازان   | ۲۲۹     | بداهه‌نوازی  | همایون خرم، مجید نجاحی، فریدون حافظی، جهانگیر ملک                                 | [ ۱۵ ]  |
| برنامه تکنوازان   | ۲۳۵     | سه‌گاه       | همایون خرم، مجید نجاحی، فریدون حافظی                                              | [ ۱۶ ]  |
| برنامه تکنوازان   | ۲۵۰     | سه‌گاه       | منصور صارمی، محمد موسوی، فریدون حافظی                                             | [ ۱۷ ]  |
| برنامه تکنوازان   | ۲۶۵     | بیات ترک    | منصور صارمی، محمد موسوی، ابراهیم سرخوش، جهانگیر ملک                               | [ ۱۸ ]  |
| برنامه تکنوازان   | ۲۷۴     | بیات ترک    | فریدون حافظی، سیاوش زندگانی، محمد موسوی                                           | [ ۱۹ ]  |
| برنامه تکنوازان   | ۲۷۸     | بیات ترک    | فریدون حافظی، رضا ورزنده، منصور نریمان، جهانگیر ملک                               | [ ۲۰ ]  |
| برنامه تکنوازان   | ۲۸۲     | چهارگاه     | فریدون حافظی، رضا ورزنده، محمد موسوی، جهانگیر ملک، منصور نریمان                   | [ ۲۱ ]  |
| برنامه تکنوازان   | ۳۰۲     | همایون      | فریدون حافظی، محمد موسوی، امیرناصر افتتاح                                         | [ ۲۲ ]  |
| برنامه تکنوازان   | ۳۰۶     | چهارگاه     | فریدون حافظی، محمد موسوی، امیرناصر افتتاح                                         | [ ۲۳ ]  |
| برنامه تکنوازان   | ۳۱۸     | بداهه‌نوازی  | فریدون حافظی، محمد موسوی، امیرناصر افتتاح                                         | [ ۲۴ ]  |
| برنامه تکنوازان   | ۳۲۶     | سه‌گاه       | فریدون حافظی، محمد موسوی، امیرناصر افتتاح                                         | [ ۲۵ ]  |
| برنامه تکنوازان   | ۳۳۲     | دشتی        | فریدون حافظی، محمد موسوی، امیرناصر افتتاح                                         | [ ۲۶ ]  |
| برنامه تکنوازان   | ۳۳۵     | شور         | فریدون حافظی، محمد موسوی، امیرناصر افتتاح                                         | [ ۲۷ ]  |
| برنامه تکنوازان   | ۳۴۲     | بیات اصفهان | فریدون حافظی، محمد موسوی، جهانگیر ملک، مجید نجاحی                                 | [ ۲۸ ]  |
| برنامه تکنوازان   | ۳۴۵     | همایون      | فریدون حافظی، محمد موسوی، جهانگیر ملک، مجید نجاحی                                 | [ ۲۹ ]  |
| برنامه تکنوازان   | ۳۵۳     | شور         | فریدون حافظی، محمد موسوی، جهانگیر ملک                                             | [ ۳۰ ]  |
| برنامه تکنوازان   | ۳۵۶     | ماهور       | فریدون حافظی، محمد موسوی، جهانگیر ملک                                             | [ ۳۱ ]  |
| برنامه تکنوازان   | ۳۵۹     | سه‌گاه       | فریدون حافظی، محمد موسوی، جهانگیر ملک                                             | [ ۳۲ ]  |
| برنامه تکنوازان   | ۳۶۵     | ماهور       | فریدون حافظی، محمد موسوی، جهانگیر ملک                                             | [ ۳۳ ]  |
| برنامه تکنوازان   | ۳۷۷     | سه‌گاه       | فریدون حافظی، محمد موسوی، منصور نریمان، رضا ورزنده                                | [ ۳۴ ]  |
| برنامه تکنوازان   | ۳۸۱     | ابوعطا      | فریدون حافظی، محمد موسوی، منصور نریمان، رضا ورزنده، امیرناصر افتتاح               | [ ۳۵ ]  |
| برنامه تکنوازان   | ۴۱۴     | شور         | فریدون حافظی، محمد موسوی، منصور نریمان                                            | [ ۳۶ ]  |
| برنامه تکنوازان   | ۴۱۸     | ماهور       | فریدون حافظی، جهانگیر ملک، منصور نریمان، علی‌اصغر بهاری                            | [ ۳۷ ]  |
| برنامه تکنوازان   | ۴۲۸     | بیات اصفهان | علی‌اصغر بهاری، جهانگیر ملک، منصور نریمان                                          | [ ۳۸ ]  |
| برنامه تکنوازان   | ۴۳۰     | دشتی        | علی‌اصغر بهاری، جهانگیر ملک، منصور نریمان                                          | [ ۳۹ ]  |
| برنامه تکنوازان   | ۴۳۳     | چهارگاه     | فریدون حافظی، محمد موسوی، منصور نریمان، جهانگیر ملک                               | [ ۴۰ ]  |
| برنامه تکنوازان   | ۴۳۹     | شور         | جهانگیر ملک، محمد موسوی، رضا ورزنده، ابراهیم سرخوش                                | [ ۴۱ ]  |
| برنامه تکنوازان   | ۴۴۳     | چهارگاه     | فریدون حافظی، محمد موسوی، منصور نریمان، جهانگیر ملک                               | [ ۴۲ ]  |
| برنامه تکنوازان   | ۴۴۶     | بیات اصفهان | فریدون حافظی، محمد موسوی، منصور نریمان، جهانگیر ملک                               | [ ۴۳ ]  |
| برنامه تکنوازان   | ۴۶۴     | شور         | علی اصغر بهاری، ابراهیم سرخوش، منصور نریمان، جهانگیر ملک                          | [ ۴۴ ]  |
| برنامه تکنوازان   | ۵۱۸     | سه‌گاه       | فریدون حافظی، جهانگیر ملک، کامران داروغه                                          | [ ۴۳ ]  |
| برنامه تکنوازان   | ۵۲۳     | بیات اصفهان | فریدون حافظی، جهانگیر ملک، کامران داروغه                                          | [ ۴۵ ]  |
| برنامه تکنوازان   | ۵۳۸     | دشتی        | منصور صارمی، محمد موسوی، جهانگیر ملک                                              | [ ۴۶ ]  |
| برنامه تکنوازان   | ۵۴۴     | ابوعطا      | منصور نریمان، محمد موسوی، جهانگیر ملک                                             | [ ۴۷ ]  |
| برنامه تکنوازان   | ۵۴۸     | افشاری      | منصور نریمان، محمد موسوی، جهانگیر ملک                                             | [ ۴۸ ]  |
| برنامه تکنوازان   | ۶۲۵     | بیات ترک    | اصغر فرهمند، محمد موسوی                                                           | [ ۴۹ ]  |
| برنامه تکنوازان   | ۶۳۸     | شور         | اصغر فرهمند، محمد موسوی، ابراهیم سرخوش                                            | [ ۵۰ ]  |
| برنامه تکنوازان   | ۶۶۳     | ماهور       | فریدون حافظی، محمد موسوی، امیرناصر افتتاح                                         | [ ۵۱ ]  |
| برنامه تکنوازان   | ۶۷۱     | بیات ترک    | فریدون حافظی، امیرناصر افتتاح                                                     | [ ۵۲ ]  |
| برنامه تکنوازان   | ۶۷۴     | سه‌گاه       | کامران داروغه، منصور نریمان، جهانگیر ملک                                          | [ ۵۳ ]  |